# Opération Lilliput

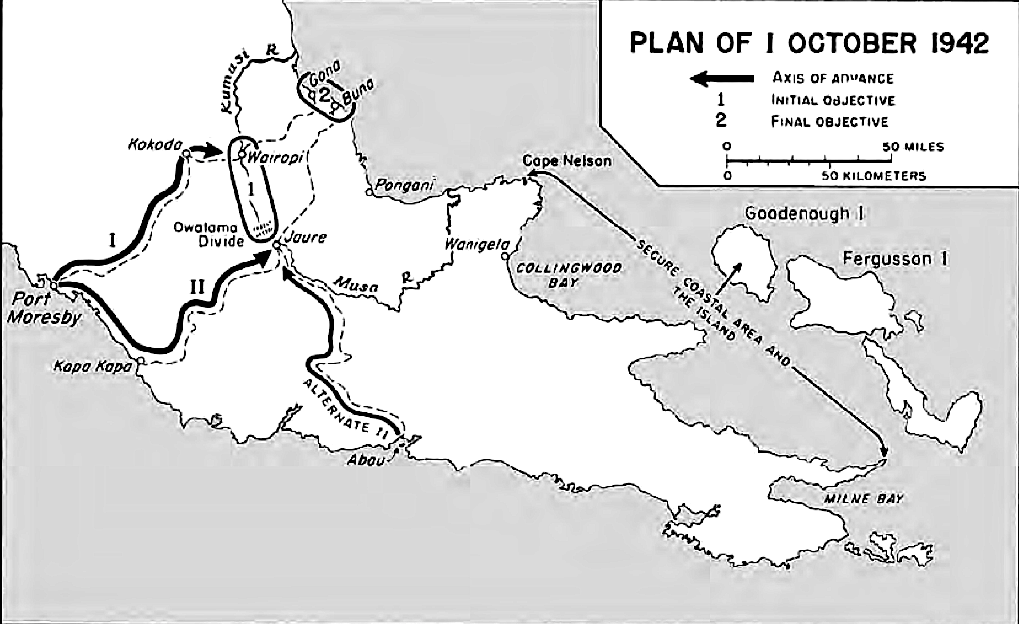
Zone d'opérations de l'opération Lilliput.

L'opération Lilliput pendant la Seconde Guerre mondiale, est le nom donné à une opération de convoi dirigée par les instructions d'opérations du GHQ numéro 21 du 20 octobre 1942 pour le transport de troupes, d'armes et de fournitures dans un service de transport régulier entre la baie de Milne et la baie d'Oro, en Nouvelle-Guinée entre 18 décembre 1942 et juin 1943 afin « de couvrir le renforcement, l'approvisionnement et le développement de la région de Buna-Gona lors de sa capture prévue » par la 7e division australienne et la 32e division de l'armée américaine,. En six mois, les convois, escortés par des corvettes de la Royal Australian Navy et composés en grande partie de navires marchands néerlandais de la Koninklijke Paketvaart-Maatschappij, ont livré 60 000 tonnes de fournitures et 3 802 troupes dans les baies de Milne et d'Oro. Les corvettes ont fourni la majorité de la force d'escorte. Les pertes lors des attaques aériennes japonaises s'élèvent à deux navires marchands, les 's Jacob et Van Heemskerk, coulés et deux navires gravement endommagés tandis que plusieurs des corvettes ont également subi des dommages et des pertes,.